# 都羅山駅
都羅山駅（トラサンえき）は、大韓民国京畿道坡州市長湍面にある、韓国鉄道公社 （KORAIL）および朝鮮民主主義人民共和国鉄道省の駅。
当駅より臨津江方面が韓国鉄道公社の京義線、板門方面が朝鮮民主主義人民共和国鉄道省の平釜線となっている。朝鮮民主主義人民共和国鉄道省の駅としては唯一大韓民国の統治下にある。ただし2024年以降、朝鮮民主主義人民共和国鉄道省の駅としては廃止されたとする報道もある。

## 概要
軍事境界線に近い民間人出入統制区域内に位置しており、自由に当駅を利用することができず、京義線で1駅手前の臨津江駅にて入境手続きをとらなければ入ることができない。その際、訪問者は全て復路の乗車券を予め購入しなければならないため、現在都羅山駅の乗車券売り場では記念入場券しか発売されていない。また、臨津江駅では復路の乗車券の所持を確認される。
2002年2月20日、大韓民国の当時の大統領金大中とアメリカの当時の大統領ジョージ・W・ブッシュがこの場所を訪問した。
アフリカ豚熱の拡散防止対策に伴い、2019年10月2日から当駅に乗り入れる全列車が休止された。
2024年8月9日から月1回に限り列車の運行が再開された。

## 歴史

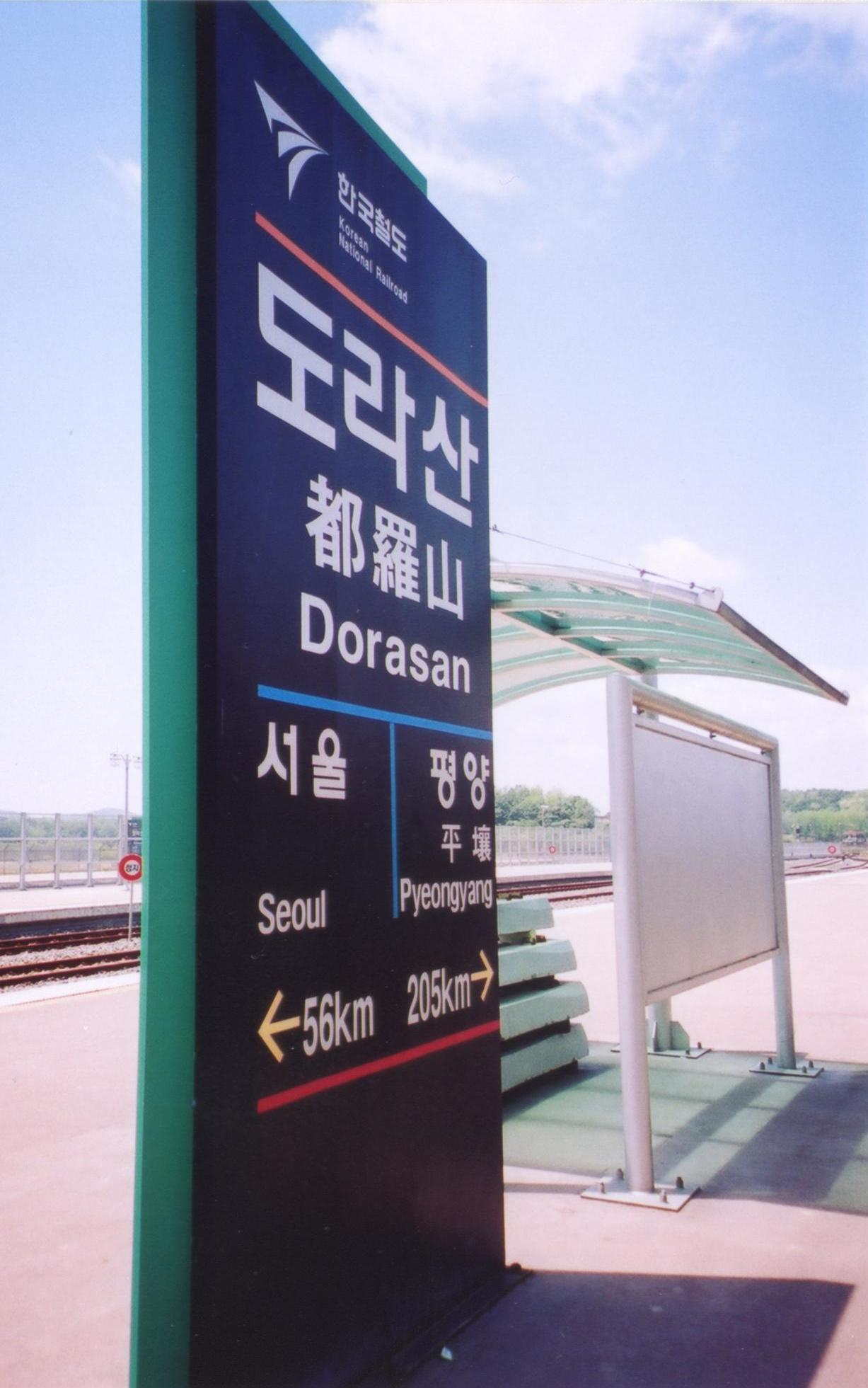
開業当初の駅名標（鉄道庁時代）

- 2002年4月11日 - 京義線の駅として営業開始。
- 2003年11月20日 - 統一部南北出入事務所を開所。
- 2007年
  - 5月17日 - 南北鉄道連結区間の列車が試験運行される。
  - 6月1日 - セマウル号運転開始。
  - 12月11日 - 当駅と朝鮮民主主義人民共和国（北朝鮮）側隣の板門駅の間で定期貨物列車の運転を開始。
- 2008年11月28日 - この日をもって定期貨物列車の運転を休止。
- 2009年7月1日 - 京義電鉄線ソウル - 文山間開通のため、セマウル号の運転を中断。通勤列車に置き換えられ、運行区間も文山 - 都羅山間に短縮される。
- 2014年
  - 4月30日 - 通勤列車の運行休止。
  - 5月4日 - 平和列車（DMZ-Train）の運行開始。
- 2019年10月2日 - 平和列車の運行を停止[2]、休止駅状態となる。
- 2021年12月11日 - 京義・中央線 臨津江 - 都羅山間のシャトル運用を開始[3]。
- 2022年
  - 2月12日 - COVID-19の影響で運行を中断。
  - 12月17日 - 雲泉駅が京義・中央線の駅として再開業したのと同時に駅番号をK337からK338に変更。
- 2024年
  - 時期不明 - 北朝鮮による南北統一方針放棄に伴い、朝鮮民主主義人民共和国鉄道省の駅としては廃止か[1]。
  - 8月9日  - 都羅山シャトル列車の運行を再開。毎月第2金曜日1往復運行[4]。

## 駅構造
島式2面4線と単式1面1線の計3面5線を有する地上駅であるが、駅舎側の単線1面1線のみを使用している。1番ホームの駅名標にはソウルおよび平壌への距離が表記されており、それ以外の駅名標は通常の隣の駅が表記されている。
駅舎内には、将来の南北鉄道連結の際に利用される「南北出入境管理事務所」が設置されており、保安検索台や出入境審査台、税関、そして南北直通列車用のホームがある。北へ向かう乗客はここで下車し検査を受けることになる。ただし、現在は南北を結ぶ定期列車がないためこの施設は使用されていない。この設備は当駅で発売されている入場券で見学することができる。
駅自体は韓国側にあるため、管理は平釜線列車の発着業務も含めて韓国側が行っている。
駅構内の壁に『南北統一』を願う案内板が朝鮮語、中国語、英語、日本語で書いており、将来、シベリア鉄道や中国国鉄と直通運転するような世界地図が描かれている。
なお、軍事境界線に近いため、駅周辺の写真撮影は規制されており、特に軍事境界線（北側）方向の撮影は禁止されている。

### のりば
| 1   | 京義・中央線 | 臨津江行き |
| 2-5 | 未使用       | 未使用     |

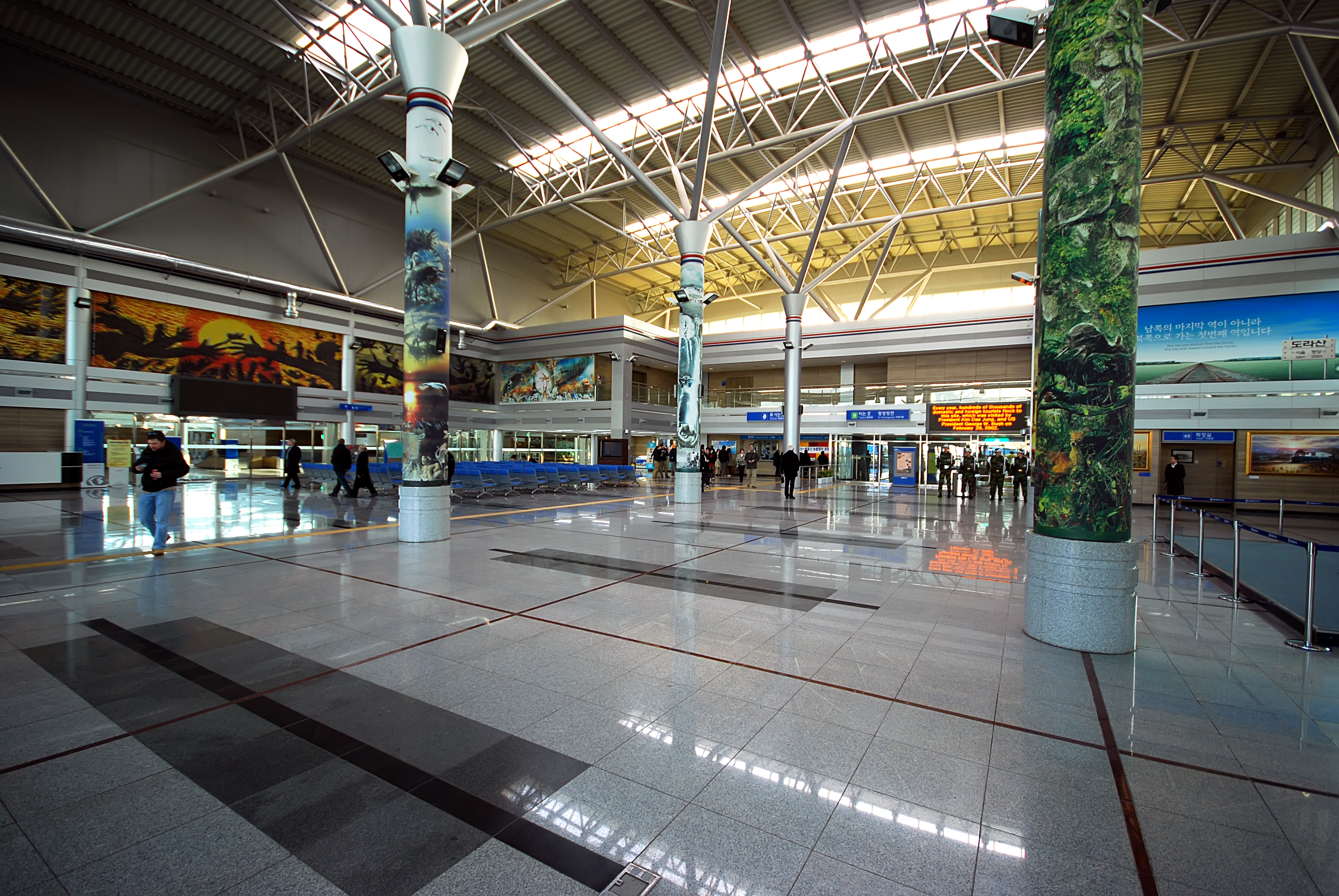
コンコース
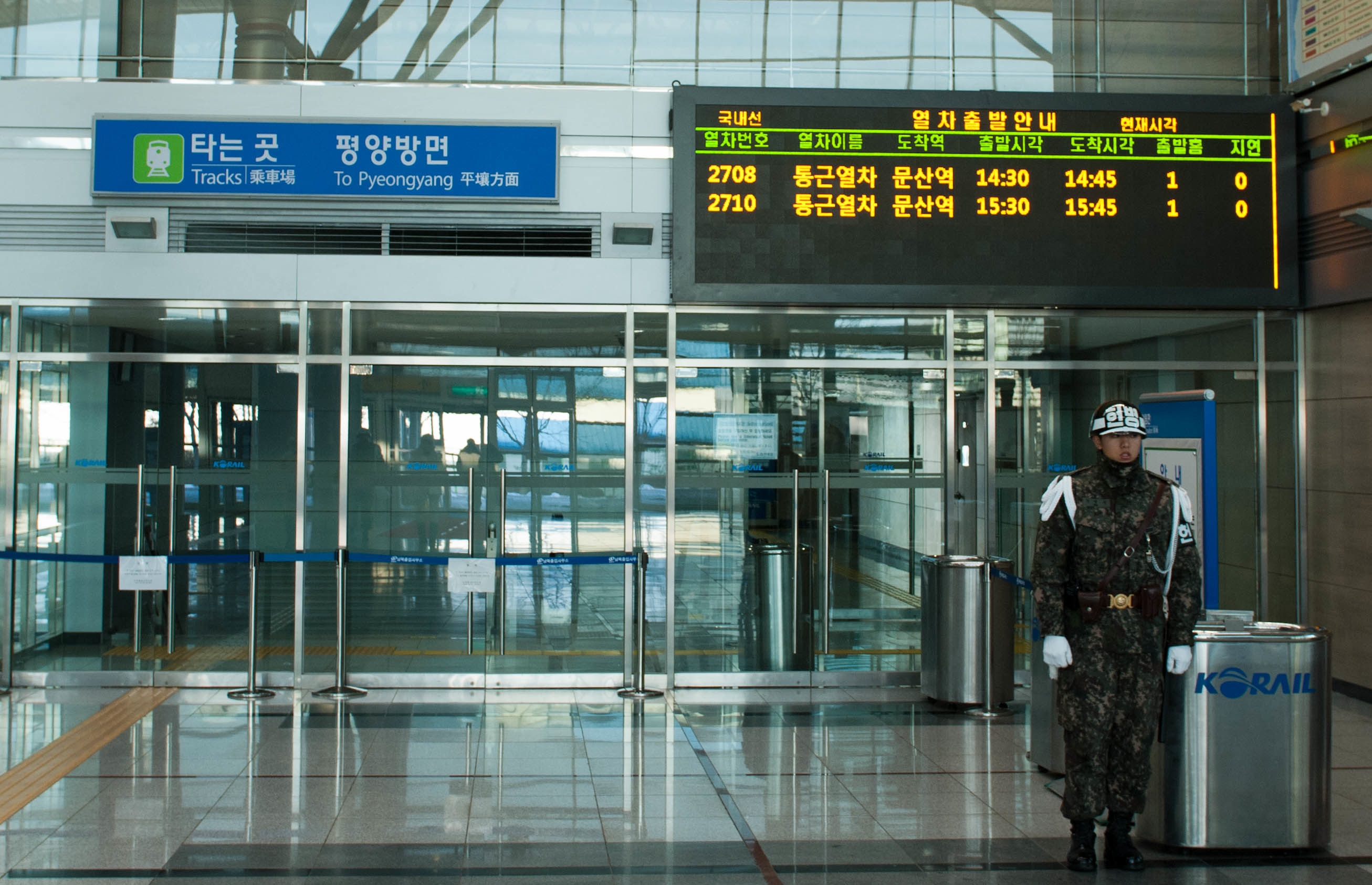
改札口。憲兵が警備している。上には「のりば 平壌方面」と書かれている。
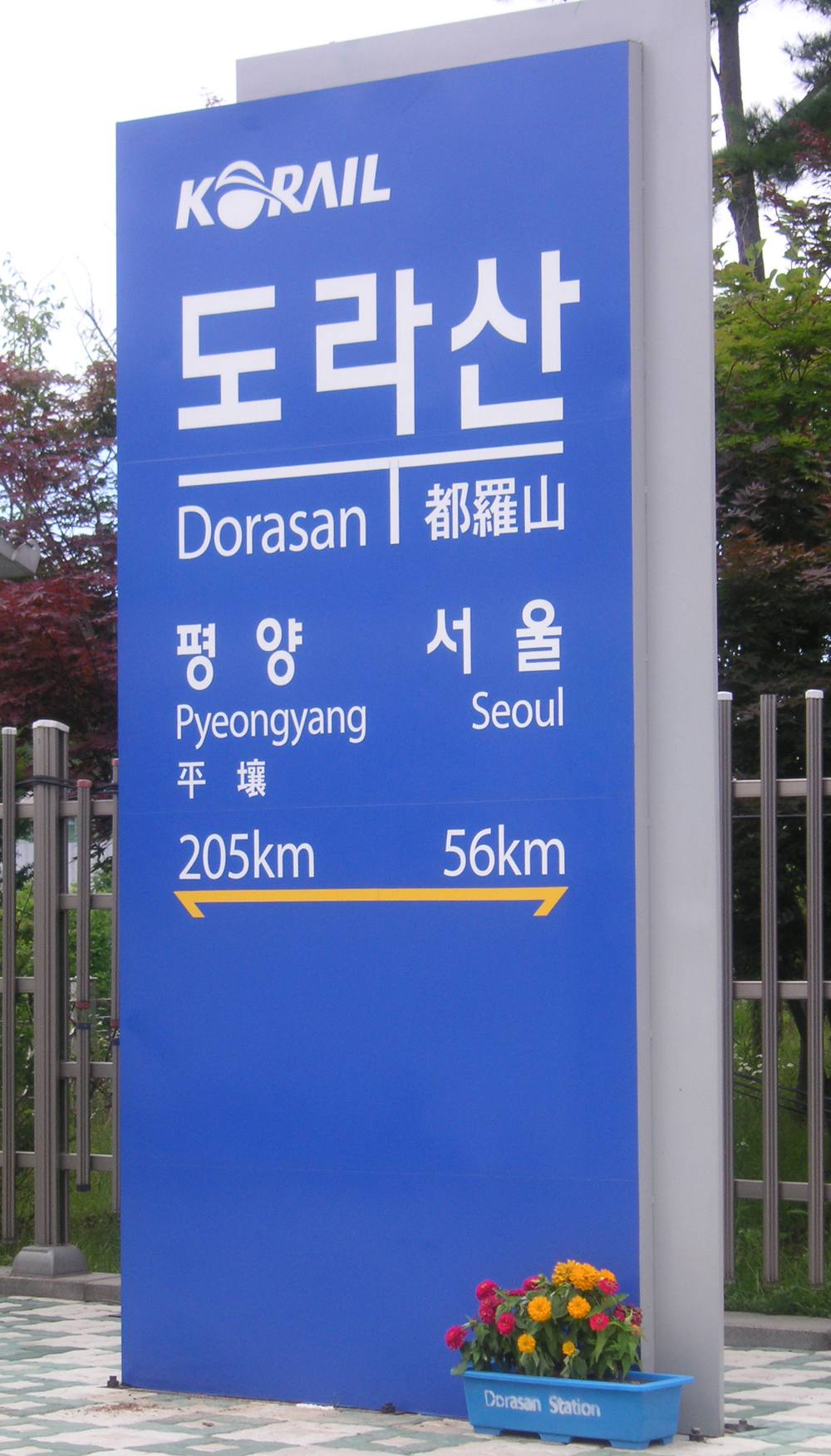
1番ホームの駅名標
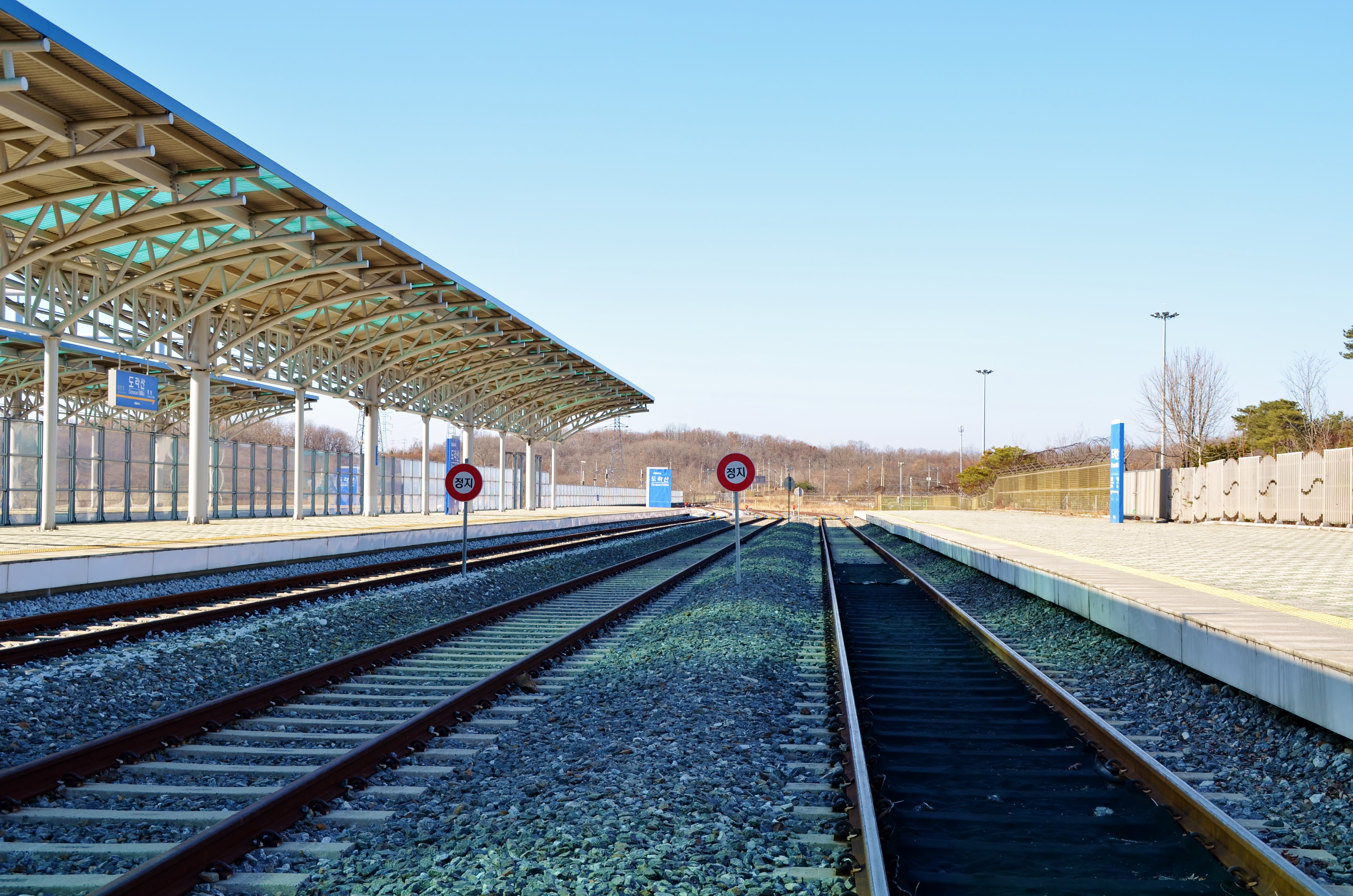
ホームから北朝鮮方面を望む
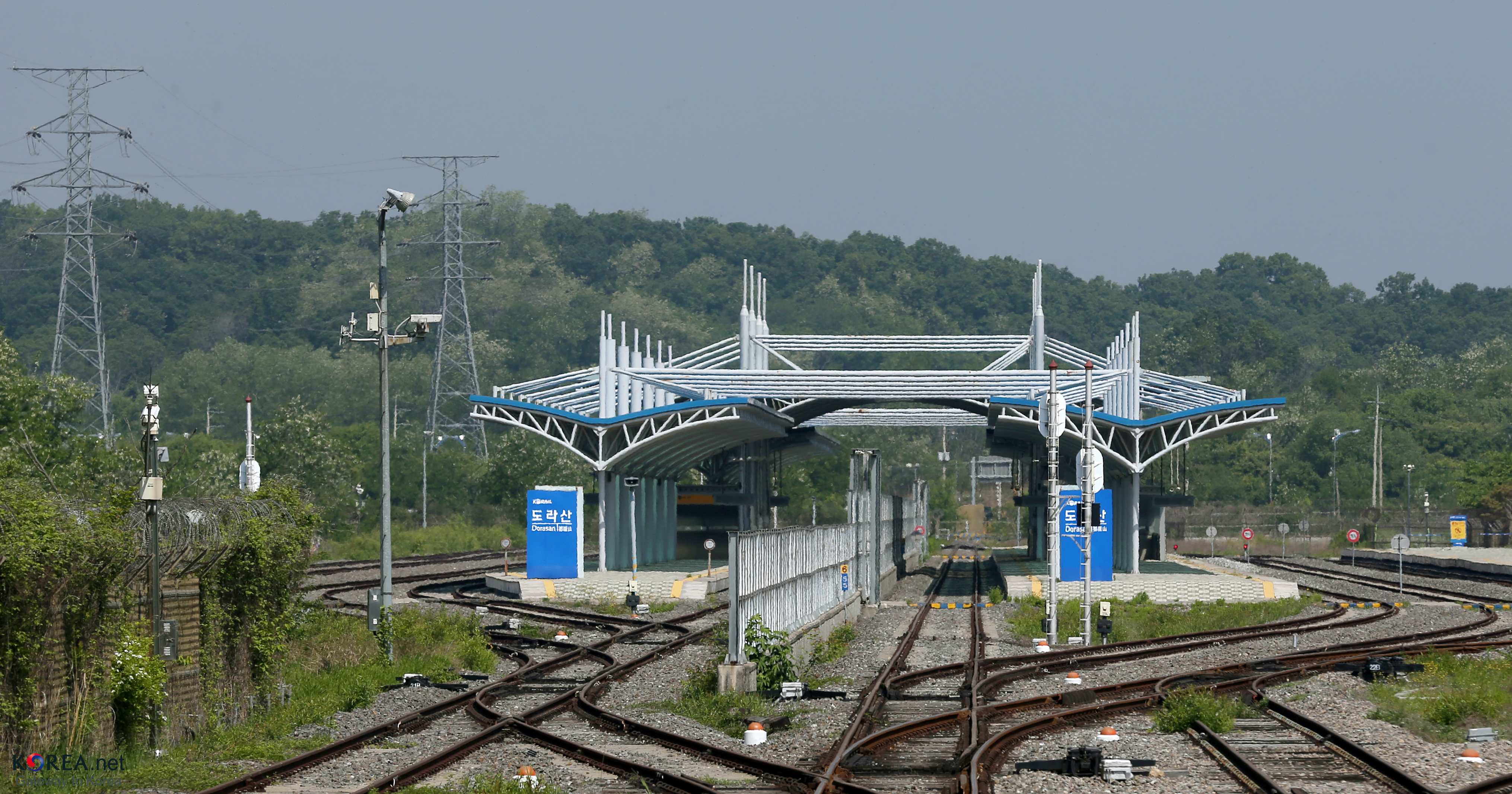
平和列車から都羅山駅を望む

## 利用状況
民間人出入統制区域内にあるため、生活目的の利用者はいない。旅客列車の本数も少なく、DMZツアーが運行されない日には列車の運行がない。（2024年現在毎月1往復）また、南北間情勢が緊迫した際には、一時的に当駅の営業が中止されることもある。

## 駅周辺
- 南北出入事務所（朝鮮語版）
- 都羅山気象観測所
- 都羅展望台

## 隣の駅
韓国鉄道公社
 京義・中央線（京義線）
臨津江駅 - 都羅山駅
朝鮮民主主義人民共和国鉄道省
平釜線
板門駅 - 都羅山駅